# Leon Hirsch
Leon Hirsch (geboren 2. Oktober 1886 in Berlin; gestorben 27. Juli 1954 in Bern) war ein deutscher Buchhändler, Drucker, Verleger, Veranstalter und Kabarett-Leiter jüdischer Abstammung.

## Leben und Werk

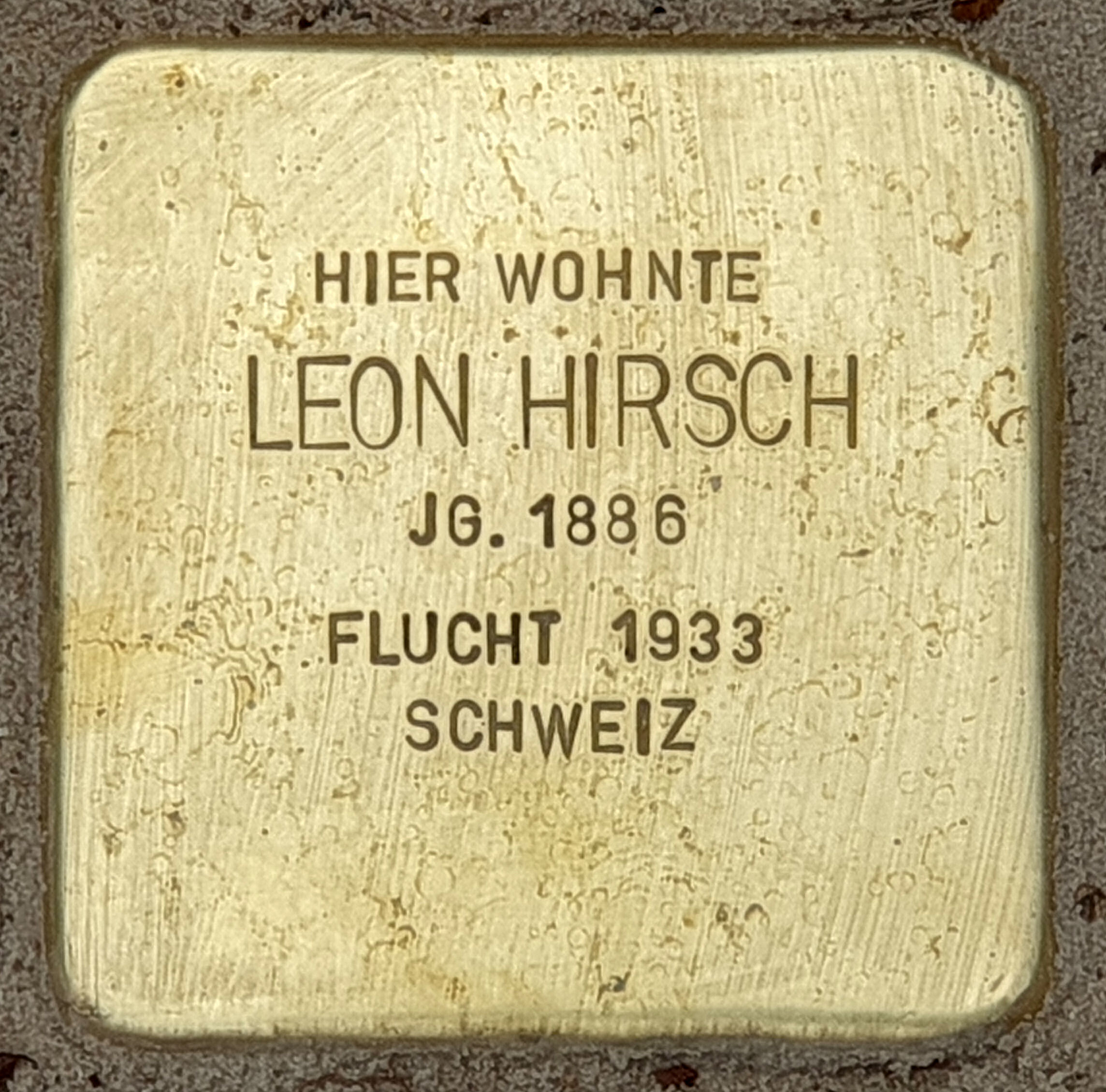
Stolperstein am Haus, Paster-Behrens-Straße 16, in Berlin-Britz

Hirsch eröffnete nach Schulbesuch und Lehre 1904 in Berlin eine kleine Verlagsbuchhandlung, die er als ein „Ein-Mann-Unternehmen mit politisch links profiliertem Programm“ definierte. Ab 1921 veranstaltete er Autorenabende, auf denen Künstler ihre Werke präsentieren, unter ihnen Walter Mehring und Erich Weinert.
Im März 1926 gründete er das fliegende politisch-satirische Kabarett „Die Wespen“ in Berlin, nachdem er schon vorher Werke der Autoren Karl Schnog und Erich Weinert hatte drucken lassen. Weinert, der über eine sonore angenehme Bühnenstimme verfügte, wurde dann auch für das Ensemble der „Wespen“ engagiert. Außer ihm gehörten dazu: die Schauspielerinnen Annemarie Hase und Resi Langer, Karl Schnog als Conférencier und der Komponist und Pianist Claus Clauberg, der auch die Vorstellungen am Flügel begleitete. Auch Ernst Busch, am Klavier begleitet von Hanns Eisler, trat hin und wieder bei Hirschs „Wespen“ auf.
Das Ensemble gastierte an folgenden Auftrittsorten:
- Sperlichs Diele am Nikolsburger Platz (Premiere)
- Restaurant „Hackebär“, Große Hamburger Straße, Berlin-Mitte (Stammlokal)
- Schubert-Saal, Bülowstraße 104 am Nollendorfplatz, Berlin-Schöneberg
- Mercedes-Palast, Hermannstraße in Berlin-Neukölln[7]

Eine dauerhafte Freundschaft pflegte Hirsch seit 1906 mit dem Schriftsteller Erich Mühsam. Er stand mit auf der Bühne, als im Oktober 1932 zehn Autoren für die „Wespen“ im Schubert-Saal am Nollendorffplatz aus ihren Werken lasen. Neben Erich Weinert und Karl Schnog wirkten Else Lasker-Schüler, Erich Kästner, Paul Nikolaus und Alexander Roda Roda an dem Vortragsabend mit.
Noch vor der Machtübernahme der Nationalsozialisten wurde das Kabarett „Die Wespen“ im Juli 1932 auf der Grundlage einer Preußischen Notverordnung geschlossen. Nach dem Reichstagsbrand in der Nacht vom 27. auf den 28. Februar 1933 musste Leon Hirsch untertauchen. Seine letzte Wohnung in Berlin war in der Bozener Str. 10 in Schöneberg.
Die Verfolgung durch die neuen Machthaber zwang Hirsch zur Emigration in die Schweiz. Er floh im April 1933 zunächst nach Zürich, danach im Mai weiter nach Brissago; da er dort keine Arbeitserlaubnis erhielt (Sein Gesuch um Aufenthaltsbewilligung und Arbeitserlaubnis wurde „aus Gründen der Überfremdung“, wie es offiziell hieß, abgelehnt), musste er sich durch den Verkauf von Gemälden und Zeichnungen aus seinem persönlichen Besitz über Wasser halten, schließlich mittellos Unterstützung der jüdischen Flüchtlingsfürsorge und der sozialdemokratischen Flüchtlingshilfe annehmen, ehe ihm die Familie Conti Rossini unter die Arme griff.
An Leukämie leidend wurde Leon Hirsch am 15. September 1952 ins Krankenhaus eingeliefert. Am 27. Juli 1954 starb er im Lory-Hospital in Bern.
Er liegt auf dem Jüdischen Friedhof Bern begraben.
Anfang der 1980er Jahre gelang es dem DDR-Literaturwissenschaftler Wolfgang U. Schütte, den  Nachlass Hirschs in Brissago aufzuspüren. Angelo Conti Rossini, Anarchist und Inhaber eines Restaurants, hatte Hirsch bis zu seinem Tod unterstützt und ihn schließlich beerbt. Schütte fand im Nachlass Briefe von Zenzl Mühsam, Else Lasker-Schüler, Sylvia von Harden, Albert Ehrenstein usw. und etliche ungedruckte Manuskripte.
Am 24. September 2022 wurde vor seinem ehemaligen Wohnort, Berlin-Britz, Paster-Behrens-Straße 16, ein Stolperstein verlegt.

## Werke aus dem Leon Hirsch-Verlag (Auswahl)
- Erich Mühsam: Dem Andenken Gustav Landauers. Leon Hirsch Verlag, Berlin 1919.
- Aus den Liedern der Bilitis. Nach Pierre Louÿs und dem Original bearbeitet von Bronis Puget (Leon Hirsch?). 4 Original-Holzschnitte von Willy Zierath. Leon Hirsch, Berlin 1922, 200 Exemplare.
- Karl Schnog: Gezumpel. Lyrische Porträts. Mit drei Zeichnungen von Herbert Döblin, 1925 (Schnogs erstes Buch).
- Erich Weinert: Affentheater. Leon Hirsch, Berlin-Schöneberg 1925.
- Max Dungert: Köpfe. Vorwort von Otto Brattskoven. Leon Hirsch Verlag, Berlin 1925.
- Leon Hirsch (Hrsg.) Erich Mühsam – Handzeichnungen und Gedichte.  Verbano-Verlag, 1936. (Reprint: Verlag Edition Leipzig, Leipzig 1984).